# Tractorul (cartier)
Tractorul este un cartier din municipiul Brașov, cunoscut pentru Uzina Tractorul Brașov, unde au fost fabricate tractoare timp de mulți ani. Aici se află și Spitalul Tractorul Brașov ,iar cu ceva timp în urmă s-a aflat și baza sportivă formată din teren de fotbal și sală de sport  cu același nume. Actualmente vis a vis de fostele platforme industriale TRACTORUL, se fac multe complexe rezidențiale noi,dar și cel mai mare mall din Transilvania, numit CORESI, care înglobează în corpul 1 de clădire și supermarket-ul AUCHAN + un al doilea corp de clădire. Tot pe acolo trecea și tramvaiul 101 care venea din vechiul cartier STEAGU ROȘU, și tot în zona mall-ului  CORESI se mai afla și depoul de tramvaie. .

## Educație
Printre cele mai importante instituții de învățământ, aici se găsesc Școala Gimnazială Nr.30 , Școala Gimnazială Nr.13, Colegiul "Nicolae Titulescu", Colegiul Tehnic "Mircea Cristea" și Universitatea Spiru Haret.

## Economie
Între anii 1925 și 1948, în cartierul Tractorul a funcționat uzina IAR Brașov, iar între 1946 și 2007,  Uzina Tractorul Brașov (UTB), unde au fost produse tractoare.

## Transporturi
Un foarte important punct din cartierul Tractorul este Gara Brașov. La apropiere de aceasta mai este amplasată și Autogara Brașov.

### Străzi
Printre cele mai importante și mai populate străzi din acest cartier al Brașovului, se remarcă Aleea Constructorilor, Strada Bronzului, Strada 13 Decembrie , Strada Independenței și Bulevardul Gării. Bulevardul Gării este cea mai importantă dintre acestea, deoarece aici se află Gara Brașov, un important punct.

## Sport
În cartier mai pot fi găsite, pe lângă parcuri și locuri de joacă, și un patinoar olimpic de cinci stele, de 3 000 de metri pătrați, unde au loc, adesea, și competiții de hochei pe gheață, patinaj și chiar curling 

### Cluburi de fotbal
FC Tractorul Brașov a fost un club de fotbal de aici, fondat în 1927 și desființat în 2003. Ulterior, Tractorul Brașov a revenit în activitate după fuzionarea cu Forex Brașov, iar acum evoluează în liga a IV-a Brașov. 